# Camille Poul
Camille Poul, née en 1982,  est une artiste lyrique soprano française.

## Biographie
Camille Poul est diplômée du conservatoire de région de Paris pour le répertoire baroque et du conservatoire de région de Caen. Elle poursuit ses études au CNSM de Paris pour le répertoire lyrique. Elle est flûtiste de formation. Très tôt, elle chante comme soliste  au sein de la maîtrise de Seine Maritime à Rouen.
En 2013, elle assure la doublure du rôle-titre d’Hippolyte et Aricie à Glyndebourne.
Citons des rôles interprétés sur scène :
Pamina, La Première Dame et Papagena (Die Zauberflöte), Susanna (Le Nozze di Figaro), Zerlina (Don Giovanni), La Voix Humaine de Poulenc, Rita de Donizetti, L’Enfant (L’enfant et les sortilèges, Ravel), Amore et Damigella (Couronnement de Poppée, Monteverdi), Belinda (Didon et Enée, Purcell), Carolina (Il matrimonio segreto, Cimarosa), Rosina (Il barbiere di Seviglia, Rossini), Cerere (Le Nozze di Teti e Peleo, Rossini), Aricie (Hippolyte et Aricie, Rameau), Adèle (Die Fledermaus, J. Strauss), Zémire (Zémire et Azor, Grétry), Osira (Zanaida, C.P.E. Bach), Amour (Pygmalion, Rameau ; Orphée et Eurydice, Glück et Cadmus et Hermione, Lully), Urgande (Amadis, Lully)...
Elle a commencé sa carrière en soliste avec l’ensemble Les Musiciens du Paradis, dirigé par Alain Buet.
Elle a étudié avec Alain Buet, Jean-Louis Dumoulin, et reçu les conseils de René Jacobs, David Jones, Leontina Vaduva et Buddug Verona-James. Elle a été membre de l’académie du festival d’Aix en Provence. Camille Poul prépare ses rôles avec Annick Massis et est coachée par Agnès De Brunhoff.
Camille Poul se produit en duo avec Jean-Paul Pruna au piano et Maude Gratton au clavecin et pianoforte.
Elle se produit sous la direction de chefs comme Emmanuelle Haïm, William Christie, René Jacobs, Jean-Christophe Spinosi, Stéphane Denève, Giuseppe Grazzioli, Gerard Korsten, David Reiland, Damien Guillon, Vincent Dumestre, Jean-Claude Malgoire ou David Stern.
Elle a été dirigée par de nombreux metteurs en scène tels que David Lescot, Galin Stoev, Jean-Yves Ruf, Jean-François Sivadier, Eric Vigié, Benjamin Lazar, Christophe Gayral, Corinne et Gilles Benizio.

### Discographie
- L'Enfant et les Sortilèges, SWR de Stuttgart dirigé par Stéphane Denève (Brilliant Classics)
- La Première Dame dans Les Mystères d'Isis (version pastiche de La Flûte Enchantée de Lachnitt-Mozart), label Glossa
- Urgande dans Amadis de Lully (label Musiques à la Chabotterie),
- la Deuxième Grâce de l’Orfeo de Belli (label Alpha), le rôle-titre de Maddalena ai piedi di Cristo de Caldara,
- Michel de La Barre (La Julie, label Agogique)
- L'incoronazione di Poppea (Virgin Classics) et Amour et Palès dans Cadmus et Hermione de Lully (label Alpha).